# Liste des monuments historiques du Val-de-Marne
Cet article recense les monuments historiques du Val-de-Marne, en France.

## Statistiques
Au 30 juillet 2025, le Val-de-Marne compte 120 édifices comportant au moins une protection au titre des monuments historiques, dont 35 sont classés et 89 sont inscrits. Le total des monuments classés et inscrits est supérieur au nombre total de monuments protégés car plusieurs d'entre eux sont à la fois classés et inscrits.
Certains monuments historiques concernent plusieurs communes : l'aqueduc Médicis est un édifice classé s'étendant sur six communes du département : Arcueil, Cachan, Fresnes, Gentilly, L'Haÿ-les-Roses et Rungis ; il est également présent à Paris. Il est donc compté six fois dans la liste. Quant au Domaine du Château de Grosbois, situé sur les communes de Boissy-Saint-Léger et Villecresnes, il est comptabilisé deux fois.
Comme le reste de l'ancien département de la Seine, le Val-de-Marne ne compte aucun édifice protégé par la première liste de 1840 : les premières protections datent de 1862. Le graphique suivant résume le nombre de protections par décennies (ou par année avant 1880) :

## Liste
La liste suivante recense les monuments historiques du département. Lorsqu'un même édifice est situé sur plusieurs communes, il est mentionné pour chacune d'entre elles.
| Monument                                                                    | Commune                  | Adresse                                                                                       | Coordonnées                      | Notice                        | Protection                    | Date                | Illustration                                             |
| --------------------------------------------------------------------------- | ------------------------ | --------------------------------------------------------------------------------------------- | -------------------------------- | ----------------------------- | ----------------------------- | ------------------- | -------------------------------------------------------- |
| Cokerie Paris-Sud garages-vestiaires                                        | Alfortville              | Parc d'activités Val-de-Seine, rue du Capitaine-Alfred-Dreyfus                                | 48° 46′ 45″ nord, 2° 25′ 11″ est | « PA94000023 »                | Inscrit                       | 2011                | Image manquante Téléverser                               |
| Cokerie Paris-Sud bâtiment administratif, galerie de liaison et laboratoire | Alfortville              | Parc d'activités Val-de-Seine, rue du Capitaine-Alfred-Dreyfus                                | 48° 46′ 39″ nord, 2° 25′ 04″ est | « PA94000023 »                | Inscrit                       | 2011                | Image manquante Téléverser                               |
| Cokerie Paris-Sud bâtiment social                                           | Alfortville              | Digue d'Alfortville, quai de la Révolution                                                    | 48° 46′ 53″ nord, 2° 25′ 11″ est | « PA94000023 »                | Inscrit                       | 2011                | Image manquante Téléverser                               |
| Aqueduc Médicis : pont-aqueduc d'Arcueil                                    | Arcueil                  |                                                                                               | 48° 47′ 58″ nord, 2° 19′ 58″ est | « PA00079845 »                | Inscrit Classé                | 1988 1991           | Aqueduc Médicis : pont-aqueduc d'Arcueil                 |
| Aqueduc Médicis : regard no 13                                              | Arcueil                  | Sous le pont-aqueduc                                                                          | 48° 47′ 57″ nord, 2° 20′ 04″ est | « PA00079845 »                | Inscrit                       | 1988                | Aqueduc Médicis : regard no 13                           |
| Aqueduc Médicis : regard no 14                                              | Arcueil                  | Sous le pont-aqueduc                                                                          | 48° 48′ 00″ nord, 2° 19′ 47″ est | « PA00079845 »                | Inscrit                       | 1988                | Aqueduc Médicis : regard no 14                           |
| Aqueduc Médicis : regard no 15                                              | Arcueil                  | Parc Paul-Vaillant-Couturier                                                                  | 48° 48′ 10″ nord, 2° 19′ 51″ est | « PA00079845 »                | Inscrit                       | 1988                | Aqueduc Médicis : regard no 15                           |
| Aqueduc Médicis : regard no 17                                              | Arcueil                  | Villa Gustave-Édouard                                                                         | 48° 48′ 29″ nord, 2° 20′ 09″ est | « PA00079845 »                | Inscrit                       | 1988                | Aqueduc Médicis : regard no 17                           |
| Aqueduc Médicis : regard no 18                                              | Arcueil                  | Rue de Stalingrad Rue Émile-Bougard                                                           | 48° 48′ 39″ nord, 2° 20′ 21″ est | « PA00079845 »                | Inscrit                       | 1988                | Aqueduc Médicis : regard no 18                           |
| Chapelle Perret                                                             | Arcueil                  | 52 avenue Laplace 2 avenue Wladimir-Ilitch-Lenine                                             | 48° 48′ 33″ nord, 2° 19′ 52″ est | « PA00125470 »                | Classé                        | 1999                | Chapelle Perret                                          |
| Église Saint-Denys                                                          | Arcueil                  | Rue Émile-Raspail                                                                             | 48° 48′ 06″ nord, 2° 19′ 54″ est | « PA00079846 »                | Classé                        | 1862                | Église Saint-Denys                                       |
| Immeuble                                                                    | Arcueil                  | 47 rue Émile-Raspail                                                                          | 48° 48′ 12″ nord, 2° 19′ 55″ est | « PA00079847 »                | Inscrit                       | 1929                | Immeuble                                                 |
| Maison des Gardes                                                           | Arcueil                  | 24 rue Émile-Raspail                                                                          | 48° 48′ 10″ nord, 2° 19′ 54″ est | « PA00079848 »                | Inscrit                       | 1929                | Maison des Gardes                                        |
| Maison Raspail                                                              | Arcueil                  | 51 avenue Laplace                                                                             | 48° 48′ 32″ nord, 2° 19′ 49″ est | « PA00125471 »                | Inscrit                       | 1993                | Maison Raspail                                           |
| Usine pharmaceutique Raspail                                                | Arcueil                  | 53 avenue Laplace                                                                             | 48° 48′ 33″ nord, 2° 19′ 48″ est | « PA94000012 »                | Inscrit                       | 2000                | Usine pharmaceutique Raspail                             |
| Château de Grosbois                                                         | Boissy-Saint-Léger       | Allée du Moulin                                                                               | 48° 44′ 07″ nord, 2° 31′ 39″ est | « PA00079849 »                | Inscrit Classé Inscrit Classé | 1933 1948 1964 2014 | Château de Grosbois                                      |
| Château du Piple                                                            | Boissy-Saint-Léger       | Chemin de la Pompadour                                                                        | 48° 45′ 20″ nord, 2° 30′ 54″ est | « PA00079850 »                | Inscrit                       | 1975                | Château du Piple                                         |
| Château du Rancy                                                            | Bonneuil-sur-Marne       | 2-6 rue Désiré-Dautier                                                                        | 48° 46′ 30″ nord, 2° 29′ 12″ est | « PA00125472 »                | Inscrit                       | 1993                | Château du Rancy                                         |
| Gymnase Léopold-Bellan                                                      | Bry-sur-Marne            | 67-67bis avenue de Rigny Rue du 26-Août-1944                                                  | 48° 50′ 48″ nord, 2° 31′ 22″ est | « PA94000022 »                | Inscrit                       | 2008                | Gymnase Léopold-Bellan                                   |
| Hôtel de Malestroit                                                         | Bry-sur-Marne            | 2 Grande rue Charles-de-Gaulle                                                                | 48° 50′ 08″ nord, 2° 31′ 12″ est | « PA00079851 »                | Inscrit                       | 1975                | Hôtel de Malestroit                                      |
| Presbytère                                                                  | Bry-sur-Marne            | 4 Grande rue Charles-de-Gaulle                                                                | 48° 50′ 10″ nord, 2° 31′ 14″ est | « PA00079852 »                | Inscrit                       | 1975                | Presbytère                                               |
| Aqueduc de Cachan                                                           | Cachan                   |                                                                                               | 48° 47′ 57″ nord, 2° 19′ 57″ est | « PA00079853 »                | Classé                        | 1862                | Aqueduc de Cachan                                        |
| Aqueduc Médicis : pont-aqueduc d'Arcueil                                    | Cachan                   |                                                                                               | 48° 47′ 58″ nord, 2° 19′ 58″ est | « PA00079845 »                | Inscrit Classé                | 1988 1991           | Aqueduc Médicis : pont-aqueduc d'Arcueil                 |
| Aqueduc Médicis : regard no 10                                              | Cachan                   | Rue des Saussaies Avenue Léon-Blum                                                            | 48° 47′ 13″ nord, 2° 20′ 15″ est | « PA00079854 »                | Inscrit                       | 1988                | Aqueduc Médicis : regard no 10                           |
| Aqueduc Médicis : regard no 11                                              | Cachan                   | Rue de la Pléiade Sentier des Garennes                                                        | 48° 47′ 31″ nord, 2° 20′ 27″ est | « PA00079854 »                | Inscrit                       | 1988                | Aqueduc Médicis : regard no 11                           |
| Aqueduc Médicis : regard no 12                                              | Cachan                   | Rue du Coteau, Impasse des Garennes                                                           | 48° 47′ 48″ nord, 2° 20′ 25″ est | « PA00079854 »                | Inscrit                       | 1988                | Aqueduc Médicis : regard no 12                           |
| Château des Arcs                                                            | Cachan                   | Rue Besson                                                                                    | 48° 47′ 57″ nord, 2° 19′ 57″ est | « PA00079856 »                | Classé                        | 1875                | Château des Arcs                                         |
| Hospice Raspail                                                             | Cachan                   | 1 rue Galliéni                                                                                | 48° 47′ 48″ nord, 2° 19′ 52″ est | « PA00079855 »                | Inscrit                       | 1933                | Hospice Raspail                                          |
| Hôtel de ville                                                              | Cachan                   | 8 rue Camille-Desmoulins                                                                      | 48° 47′ 37″ nord, 2° 20′ 01″ est | « PA94000015 »                | Inscrit                       | 2002                | Hôtel de ville                                           |
| Maison Eyrolles                                                             | Cachan                   | 28 avenue du Président-Wilson                                                                 | 48° 47′ 36″ nord, 2° 19′ 50″ est | « PA94000004 »                | Inscrit                       | 1997                | Maison Eyrolles                                          |
| Château de Cœuilly                                                          | Champigny-sur-Marne      | 35-41 boulevard du Château 4-6 rue de l'Abreuvoir 28 rue Colombe-Hardellet                    | 48° 48′ 42″ nord, 2° 32′ 38″ est | « PA00079857 »                | Inscrit                       | 1977                | Château de Cœuilly                                       |
| Église Saint-Saturnin                                                       | Champigny-sur-Marne      | Rue de l'Église                                                                               | 48° 48′ 42″ nord, 2° 30′ 41″ est | « PA00079858 »                | Classé                        | 1913                | Église Saint-Saturnin                                    |
| Maison                                                                      | Champigny-sur-Marne      | 23 avenue Martelet                                                                            | 48° 48′ 38″ nord, 2° 31′ 16″ est | « PA00135377 »                | Inscrit                       | 1995                | Maison                                                   |
| Maison de l'architecte Julien Heulot                                        | Champigny-sur-Marne      | 108, avenue Marx-Dormoy                                                                       | 48° 48′ 22″ nord, 2° 31′ 39″ est | « PA94000025 »                | Inscrit                       | 2013                | Maison de l'architecte Julien Heulot                     |
| Château de Bercy                                                            | Charenton-le-Pont        | 109-114 rue du Petit-Château                                                                  | 48° 49′ 39″ nord, 2° 24′ 04″ est | « PA00079859 »                | Inscrit Classé                | 1959 1966           | Château de Bercy                                         |
| Château de Conflans                                                         | Charenton-le-Pont        | 2 rue du Séminaire-de-Conflans                                                                | 48° 49′ 21″ nord, 2° 24′ 12″ est | « PA00079860 »                | Inscrit                       | 1979                | Château de Conflans                                      |
| Pavillon d'Antoine de Navarre                                               | Charenton-le-Pont        | 48 rue de Paris                                                                               | 48° 49′ 11″ nord, 2° 24′ 57″ est | « PA00079861 »                | Classé                        | 1862                | Pavillon d'Antoine de Navarre                            |
| Château des Rets                                                            | Chennevières-sur-Marne   | 113 rue du Général-de-Gaulle                                                                  | 48° 47′ 28″ nord, 2° 31′ 38″ est | « PA00079862 »                | Inscrit                       | 1984                | Château des Rets                                         |
| Église Saint-Pierre                                                         | Chennevières-sur-Marne   | 55 rue du Général-de-Gaulle                                                                   | 48° 47′ 42″ nord, 2° 31′ 49″ est | « PA00079863 »                | Classé                        | 1920                | Église Saint-Pierre                                      |
| Fort de Champigny                                                           | Chennevières-sur-Marne   | Route de la Libération                                                                        | 48° 48′ 05″ nord, 2° 32′ 27″ est | « PA00079864 »                | Inscrit                       | 1979                | Fort de Champigny                                        |
| Église Sainte-Colombe                                                       | Chevilly-Larue           | Rue Jaume                                                                                     | 48° 46′ 17″ nord, 2° 21′ 15″ est | « PA00079865 »                | Inscrit                       | 1928                | Église Sainte-Colombe                                    |
| Pavillon                                                                    | Chevilly-Larue           | 12 rue du Père-Mazurié                                                                        | 48° 46′ 13″ nord, 2° 21′ 13″ est | « PA00079866 »                | Inscrit                       | 1928                | Image manquante Téléverser                               |
| Boulangerie Renult                                                          | Choisy-le-Roi            | 9 rue Louise-Michel                                                                           | 48° 45′ 57″ nord, 2° 24′ 22″ est | « PA94000019 »                | Inscrit                       | 2005                | Boulangerie Renult                                       |
| Cathédrale Saint-Louis-et-Saint-Nicolas                                     | Choisy-le-Roi            | Rue de l'Église                                                                               | 48° 45′ 57″ nord, 2° 24′ 27″ est | « PA00079867 »                | Classé                        | 1975                | Cathédrale Saint-Louis-et-Saint-Nicolas                  |
| Cokerie Paris-Sud garages-vestiaires                                        | Choisy-le-Roi            | Parc d'activités Val-de-Seine, rue du Capitaine-Alfred-Dreyfus                                | 48° 46′ 37″ nord, 2° 25′ 04″ est | « PA94000023 »                | Inscrit                       | 2011                | Image manquante Téléverser                               |
| Château de Choisy                                                           | Choisy-le-Roi            | Allée de Bourgogne                                                                            | 48° 45′ 47″ nord, 2° 24′ 32″ est | « PA00079868 »                | Inscrit                       | 1927                | Château de Choisy                                        |
| Immeuble                                                                    | Choisy-le-Roi            | 6 place de l'Église-Saint-Louis-Saint-Nicolas                                                 | 48° 45′ 58″ nord, 2° 24′ 26″ est | « PA00079869 »                | Classé                        | 1978                | Immeuble                                                 |
| Maison des Pages                                                            | Choisy-le-Roi            | 8 avenue de Paris 13 boulevard des Alliés                                                     | 48° 45′ 55″ nord, 2° 24′ 17″ est | « PA00079871 »                | Inscrit                       | 1933                | Maison des Pages                                         |
| Colombier                                                                   | Créteil                  | 18bis rue des Mèches                                                                          | 48° 47′ 34″ nord, 2° 27′ 31″ est | « PA00079872 »                | Inscrit                       | 1972                | Colombier                                                |
| Église Saint-Christophe                                                     | Créteil                  | 5 Avenue de Verdun                                                                            | 48° 47′ 39″ nord, 2° 27′ 41″ est | « PA00079873 »                | Inscrit                       | 1928                | Église Saint-Christophe                                  |
| Église Saint-Germain-l'Auxerrois                                            | Fontenay-sous-Bois       | Rue de Rosny                                                                                  | 48° 50′ 52″ nord, 2° 28′ 19″ est | « PA00079874 »                | Inscrit                       | 1926                | Église Saint-Germain-l'Auxerrois                         |
| Aqueduc Médicis : regard no 4                                               | Fresnes                  | Rue du Regard Rue des Groux                                                                   | 48° 45′ 33″ nord, 2° 19′ 40″ est | « PA00079875 »                | Inscrit                       | 1988                | Aqueduc Médicis : regard no 4                            |
| Aqueduc Médicis : regard no 5                                               | Fresnes                  | 4 allée des Renardeaux                                                                        | 48° 45′ 55″ nord, 2° 19′ 36″ est | « PA00079875 »                | Inscrit                       | 1988                | Aqueduc Médicis : regard no 5                            |
| Aqueduc Médicis : regard de la Loge                                         | Fresnes                  | Avenue du Parc-Médicis Voie des Otages                                                        | 48° 45′ 13″ nord, 2° 20′ 00″ est | « PA00079875 »                | Inscrit                       | 1988                | Aqueduc Médicis : regard de la Loge                      |
| Château de Berny                                                            | Fresnes                  | 30 rue Jules-Guesde                                                                           | 48° 45′ 33″ nord, 2° 18′ 46″ est | « PA00079876 »                | Inscrit                       | 1929                | Château de Berny                                         |
| Aqueduc Médicis : regard no 19                                              | Gentilly                 | Face au 16 rue du Souvenir                                                                    | 48° 48′ 48″ nord, 2° 20′ 35″ est | « PA00079877 »                | Inscrit                       | 1988                | Aqueduc Médicis : regard no 19                           |
| Aqueduc Médicis : regard de Gentilly                                        | Gentilly                 | Rue de Freiberg                                                                               | 48° 48′ 56″ nord, 2° 20′ 44″ est | « PA00079877 »                | Inscrit                       | 1988                | Aqueduc Médicis : regard de Gentilly                     |
| Église du Sacré-Cœur                                                        | Gentilly                 | 111 avenue Paul-Vaillant-Couturier                                                            | 48° 48′ 58″ nord, 2° 20′ 11″ est | « PA94000013 »                | Inscrit                       | 2000                | Église du Sacré-Cœur                                     |
| Église Saint-Saturnin                                                       | Gentilly                 | Avenue de la République                                                                       | 48° 48′ 55″ nord, 2° 21′ 05″ est | « PA00079878 »                | Classé                        | 1989                | Église Saint-Saturnin                                    |
| Aqueduc Médicis : regard no 6                                               | L'Haÿ-les-Roses          | 22 bis rue Thuret                                                                             | 48° 46′ 09″ nord, 2° 19′ 36″ est | « PA00079879 »                | Inscrit                       | 1988                | Aqueduc Médicis : regard no 6                            |
| Aqueduc Médicis : regard no 7                                               | L'Haÿ-les-Roses          | Rue de Chalais                                                                                | 48° 46′ 25″ nord, 2° 19′ 48″ est | « PA00079879 »                | Inscrit                       | 1988                | Image manquante Téléverser                               |
| Aqueduc Médicis : regard no 8                                               | L'Haÿ-les-Roses          | 2 avenue Larroumès                                                                            | 48° 46′ 40″ nord, 2° 19′ 59″ est | « PA00079879 »                | Inscrit                       | 1988                | Aqueduc Médicis : regard no 8                            |
| Aqueduc Médicis : regard no 9                                               | L'Haÿ-les-Roses          | 25 avenue Aristide-Briand                                                                     | 48° 46′ 54″ nord, 2° 20′ 03″ est | « PA00079879 »                | Inscrit                       | 1988                | Aqueduc Médicis : regard no 9                            |
| Église Saint-Pierre-Saint-Paul                                              | Ivry-sur-Seine           | Place de la République                                                                        | 48° 48′ 41″ nord, 2° 23′ 02″ est | « PA00079880 »                | Inscrit                       | 1929                | Église Saint-Pierre-Saint-Paul                           |
| Hôpital Charles-Foix                                                        | Ivry-sur-Seine           | 7 avenue de la République                                                                     | 48° 48′ 14″ nord, 2° 23′ 44″ est | « PA94000005 »                | Inscrit                       | 1997                | Hôpital Charles-Foix                                     |
| Immeuble Danielle-Casanova                                                  | Ivry-sur-Seine           | 79-81 avenue Danielle-Casanova                                                                | 48° 48′ 49″ nord, 2° 23′ 08″ est | « PA94000029 »                | Inscrit                       | 2021                | Image manquante Téléverser                               |
| Logements d'Électricité de France                                           | Ivry-sur-Seine           | 40-44 boulevard du Colonel-Fabien 22-34 rue des Péniches                                      | 48° 48′ 52″ nord, 2° 24′ 17″ est | « PA94000017 »                | Inscrit                       | 2003                | Logements d'Électricité de France                        |
| Manufacture des œillets                                                     | Ivry-sur-Seine           | 29-31 rue Raspail                                                                             | 48° 48′ 31″ nord, 2° 23′ 27″ est | « PA94000001 »                | Inscrit                       | 1996                | Manufacture des œillets                                  |
| Moulin de la Tour                                                           | Ivry-sur-Seine           | 8 rue Barbès                                                                                  | 48° 49′ 04″ nord, 2° 22′ 23″ est | « PA00079881 »                | Inscrit                       | 1979                | Moulin de la Tour                                        |
| Tour Raspail                                                                | Ivry-sur-Seine           | 4 rue Raspail                                                                                 | 48° 48′ 43″ nord, 2° 23′ 12″ est | « PA94000028 »                | Inscrit                       | 2021                | Image manquante Téléverser                               |
| Château du Parangon                                                         | Joinville-le-Pont        | 68 rue de Paris                                                                               | 48° 48′ 50″ nord, 2° 28′ 15″ est | « PA00079882 »                | Inscrit                       | 1976                | Château du Parangon                                      |
| Hospice de Bicêtre                                                          | Le Kremlin-Bicêtre       | rue de la Convention Rue Rossel Rue du Général-Leclerc Rue de Verdun                          | 48° 48′ 40″ nord, 2° 21′ 27″ est | « PA00079883 »                | Classé Inscrit                | 1962 1985           | Hospice de Bicêtre                                       |
| Roseraie du Val-de-Marne                                                    | L'Haÿ-les-Roses          | 1 rue Jean-Jaurès                                                                             | 48° 46′ 35″ nord, 2° 20′ 05″ est | « PA94000020 »                | Inscrit                       | 2005                | Roseraie du Val-de-Marne                                 |
| Château de Brévannes et Hôpital Émile-Roux                                  | Limeil-Brévannes         | 1 avenue de Verdun                                                                            | 48° 44′ 59″ nord, 2° 28′ 48″ est | « PA00079884 »                | Inscrit                       | 1980 2002           | Château de Brévannes et Hôpital Émile-Roux               |
| Château de Charentonneau                                                    | Maisons-Alfort           | 46 Avenue du Maréchal-Foch                                                                    | 48° 48′ 55″ nord, 2° 26′ 13″ est | « PA00079885 »                | Inscrit                       | 1929                | Château de Charentonneau                                 |
| Château du Réghat                                                           | Maisons-Alfort           | 34 avenue Victor-Hugo                                                                         | 48° 48′ 01″ nord, 2° 26′ 10″ est | « PA00079886 »                | Inscrit                       | 1979                | Château du Réghat                                        |
| Cité d'habitations à bon marché du square Dufourmantelle                    | Maisons-Alfort           | Rue Jean-Jaurès Rue de Rome Avenue de la Liberté Square Gabriel-Fauré                         | 48° 47′ 22″ nord, 2° 26′ 03″ est | « PA94000021 »                | Inscrit                       | 2007                | Cité d'habitations à bon marché du square Dufourmantelle |
| École nationale vétérinaire d'Alfort                                        | Maisons-Alfort           | 7 avenue du Général-de-Gaulle                                                                 | 48° 48′ 52″ nord, 2° 25′ 19″ est | « PA00079887 »                | Inscrit                       | 1979 1995           | École nationale vétérinaire d'Alfort                     |
| Église Sainte-Agnès                                                         | Maisons-Alfort           | 9 avenue du Général-Leclerc Rue Nordling                                                      | 48° 48′ 55″ nord, 2° 25′ 18″ est | « PA00079888 »                | Classé                        | 1984                | Église Sainte-Agnès                                      |
| Groupe scolaire Jules-Ferry                                                 | Maisons-Alfort           | 216bis-218 rue Jean-Jaurès                                                                    | 48° 47′ 32″ nord, 2° 26′ 04″ est | « PA94000016 »                | Inscrit                       | 2002                | Groupe scolaire Jules-Ferry                              |
| Groupe scolaire Condorcet                                                   | Maisons-Alfort           | 4 rue de Vénus                                                                                | 48° 48′ 32″ nord, 2° 27′ 24″ est | « PA00133018 »                | Inscrit                       | 1994                | Groupe scolaire Condorcet                                |
| Usine de la Suze                                                            | Maisons-Alfort           | 11-25 avenue du Général-Leclerc                                                               | 48° 48′ 55″ nord, 2° 25′ 18″ est | « PA00125473 »                | Inscrit                       | 1993                | Usine de la Suze                                         |
| Ferme de Monsieur                                                           | Mandres-les-Roses        | Rue du Maréchal-Leclerc Ruelle des Champs                                                     | 48° 42′ 08″ nord, 2° 32′ 35″ est | « PA00079889 »                | Inscrit                       | 1977                | Ferme de Monsieur                                        |
| Château du Buisson                                                          | Marolles-en-Brie         | 2-4 avenue du Buisson                                                                         | 48° 44′ 09″ nord, 2° 33′ 18″ est | « PA00079890 »                | Inscrit                       | 1975                | Château du Buisson                                       |
| Château du Prieuré                                                          | Marolles-en-Brie         | 2 rue Pierre-Bezançon                                                                         | 48° 43′ 56″ nord, 2° 33′ 06″ est | « PA00079891 »                | Inscrit                       | 1978                | Château du Prieuré                                       |
| Église Saint-Julien-de-Brioude                                              | Marolles-en-Brie         | 2 Rue Pierre-Bezançon                                                                         | 48° 43′ 56″ nord, 2° 33′ 03″ est | « PA00079892 »                | Classé                        | 1909                | Église Saint-Julien-de-Brioude                           |
| Maison de la Belle Image                                                    | Marolles-en-Brie         | Rue du Pressoir Rue du Chemin-des-Clos                                                        | 48° 43′ 59″ nord, 2° 32′ 55″ est | « PA00079893 »                | Classé                        | 1972                | Maison de la Belle Image                                 |
| Cinéma Royal Palace                                                         | Nogent-sur-Marne         | 165 grande-rue Charles-de-Gaulle                                                              | 48° 50′ 18″ nord, 2° 29′ 22″ est | « PA00079923 »                | Inscrit                       | 1990                | Cinéma Royal Palace                                      |
| Église Saint-Saturnin                                                       | Nogent-sur-Marne         | 128 grande-rue Charles-de-Gaulle                                                              | 48° 50′ 14″ nord, 2° 29′ 14″ est | « PA00079894 »                | Classé                        | 1862                | Église Saint-Saturnin                                    |
| Hôtel Coignard                                                              | Nogent-sur-Marne         | 150 grande-rue Charles-de-Gaulle                                                              | 48° 50′ 16″ nord, 2° 29′ 19″ est | « PA00079925 »                | Inscrit                       | 1991                | Hôtel Coignard                                           |
| Jardin tropical de Paris                                                    | Nogent-sur-Marne         | 45bis avenue de la Belle-Gabrielle                                                            | 48° 50′ 00″ nord, 2° 27′ 55″ est | « PA00133023 »                | Inscrit                       | 1965 1994           | Jardin tropical de Paris                                 |
| Maison d'Albert Nachbaur                                                    | Nogent-sur-Marne         | 3, boulevard de la République                                                                 | 48° 50′ 16″ nord, 2° 29′ 30″ est | « PA94000026 »                | Inscrit                       | 2013                | Maison d'Albert Nachbaur                                 |
| Pavillon Baltard                                                            | Nogent-sur-Marne         | 12 rue Victor-Hugo Rue Victor-Basch                                                           | 48° 49′ 59″ nord, 2° 28′ 31″ est | « PA00079895 »                | Classé                        | 1982                | Pavillon Baltard                                         |
| Pavillon de la Russie                                                       | Nogent-sur-Marne         | 15 rue Henry Dunant                                                                           | 48° 50′ 04″ nord, 2° 29′ 41″ est | « PA94000027 »                | Inscrit                       | 2014                | Pavillon de la Russie                                    |
| Château d'Ormesson                                                          | Noiseau                  | 5 Rue de l'Église                                                                             | 48° 47′ 00″ nord, 2° 32′ 28″ est | « PA00079926 »                | Classé                        | 1889 1993           | Château d'Ormesson                                       |
| Église Saint-Germain-de-Paris                                               | Orly                     | Rue de la Croix                                                                               | 48° 44′ 33″ nord, 2° 23′ 47″ est | « PA00079896 »                | Classé                        | 1996                | Église Saint-Germain-de-Paris                            |
| Château d'Ormesson                                                          | Ormesson-sur-Marne       | 5 Rue de l'Église                                                                             | 48° 47′ 00″ nord, 2° 32′ 28″ est | « PA00079897 »                | Classé                        | 1889 1993           | Château d'Ormesson                                       |
| Château de Périgny-le-Petit                                                 | Périgny                  | 2 place du Général-de-Gaulle                                                                  | 48° 41′ 45″ nord, 2° 33′ 07″ est | « PA94000007 »                | Inscrit                       | 1998                | Château de Périgny-le-Petit                              |
| Closerie et villa Falbala                                                   | Périgny                  | Chemin du Moulin                                                                              | 48° 41′ 37″ nord, 2° 32′ 56″ est | « PA00079924 »                | Classé                        | 1998                | Image manquante Téléverser                               |
| Colombier                                                                   | Périgny                  | 12 rue de Saint-Leu                                                                           | 48° 41′ 39″ nord, 2° 33′ 07″ est | « PA94000009 »                | Inscrit                       | 1998                | Colombier                                                |
| Château des Marmousets                                                      | La Queue-en-Brie         | Chemin des Marmouzets                                                                         | 48° 46′ 02″ nord, 2° 35′ 16″ est | « PA00079898 »                | Inscrit                       | 1978                | Château des Marmousets                                   |
| Domaine de l'Hermitage                                                      | La Queue-en-Brie         | 1 rue de la Libération                                                                        | 48° 46′ 56″ nord, 2° 34′ 27″ est | « PA94000006 »                | Inscrit                       | 1998                | Domaine de l'Hermitage                                   |
| Église Saint-Nicolas                                                        | La Queue-en-Brie         | Rue Jean-Jaurès                                                                               | 48° 46′ 59″ nord, 2° 34′ 42″ est | « PA94000002 »                | Inscrit                       | 1996                | Église Saint-Nicolas                                     |
| Tour médiévale                                                              | La Queue-en-Brie         | Place de la Tour Rue Jean-Jaurès                                                              | 48° 47′ 07″ nord, 2° 34′ 42″ est | « PA94000014 »                | Inscrit                       | 2001                | Tour médiévale                                           |
| Aqueduc Médicis : regard no 2                                               | Rungis                   | Promenade de l'Aqueduc Promenade du Château                                                   | 48° 45′ 07″ nord, 2° 20′ 33″ est | « PA00079899 »                | Inscrit                       | 1988                | Aqueduc Médicis : regard no 2                            |
| Aqueduc Médicis : regard Louis-XIII                                         | Rungis                   | Rue des Sources Passage des Écoliers                                                          | 48° 45′ 03″ nord, 2° 21′ 01″ est | « PA00079899 »                | Inscrit                       | 1988                | Aqueduc Médicis : regard Louis-XIII                      |
| Église Notre-Dame-de-l'Assomption                                           | Rungis                   | 2 rue de l'Église                                                                             | 48° 44′ 52″ nord, 2° 20′ 57″ est | « PA94000010 »                | Inscrit                       | 1999                | Église Notre-Dame-de-l'Assomption                        |
| Maison                                                                      | Saint-Mandé              | 37 avenue Daumesnil                                                                           | 48° 50′ 05″ nord, 2° 25′ 05″ est | « PA00135378 »                | Inscrit                       | 1995                | Maison                                                   |
| Abbaye de Saint-Maur                                                        | Saint-Maur-des-Fossés    | Avenue de Condé Rue de l'Abbaye Square de l'Abbaye                                            | 48° 48′ 46″ nord, 2° 28′ 30″ est | « PA00079900 »                | Classé                        | 1988                | Abbaye de Saint-Maur                                     |
| Église Saint-Nicolas                                                        | Saint-Maur-des-Fossés    | Place d'Armes                                                                                 | 48° 48′ 45″ nord, 2° 28′ 21″ est | « PA00079901 »                | Classé                        | 1947                | Église Saint-Nicolas                                     |
| Hôtel de Largentière                                                        | Saint-Maur-des-Fossés    | 5 rue de Paris                                                                                | 48° 48′ 48″ nord, 2° 28′ 21″ est | « PA00079902 »                | Inscrit                       | 1971                | Hôtel de Largentière                                     |
| Villa Médicis                                                               | Saint-Maur-des-Fossés    | 92 avenue du Bac 5 rue Saint-Hilaire                                                          | 48° 47′ 35″ nord, 2° 30′ 55″ est | « PA00079903 »                | Inscrit                       | 1976                | Villa Médicis                                            |
| Hôpital Esquirol                                                            | Saint-Maurice            | 57 rue du Maréchal-Leclerc                                                                    | 48° 49′ 07″ nord, 2° 25′ 47″ est | « PA00079904 »                | Classé                        | 1998                | Hôpital Esquirol                                         |
| Maison natale d'Eugène Delacroix                                            | Saint-Maurice            | 29-31 rue du Maréchal-Leclerc                                                                 | 48° 49′ 06″ nord, 2° 25′ 16″ est | « PA00079905 »                | Inscrit                       | 1973                | Maison natale d'Eugène Delacroix                         |
| Moulin de la Chaussée                                                       | Saint-Maurice            | 28 rue du Maréchal-Leclerc                                                                    | 48° 49′ 05″ nord, 2° 25′ 25″ est | « PA00079906 »                | Inscrit                       | 1982                | Moulin de la Chaussée                                    |
| Château de Haute-Maison                                                     | Sucy-en-Brie             | 7 rue Ludovic-Halévy                                                                          | 48° 46′ 13″ nord, 2° 31′ 26″ est | « PA00079908 »                | Inscrit                       | 1980                | Château de Haute-Maison                                  |
| Château de Sucy-en-Brie                                                     | Sucy-en-Brie             | Rue de Noiseau                                                                                | 48° 46′ 28″ nord, 2° 31′ 53″ est | « PA00079907 »                | Classé                        | 1975                | Château de Sucy-en-Brie                                  |
| Église Saint-Martin                                                         | Sucy-en-Brie             | Place de l'Église                                                                             | 48° 46′ 08″ nord, 2° 31′ 16″ est | « PA00079909 »                | Inscrit                       | 1926                | Église Saint-Martin                                      |
| Église Saint-Leu-Saint-Gilles                                               | Thiais                   | Place de l'Église                                                                             | 48° 45′ 50″ nord, 2° 23′ 22″ est | « PA00079910 »                | Inscrit                       | 1929                | Église Saint-Leu-Saint-Gilles                            |
| Maison du manufacturier Gilardoni                                           | Thiais                   | 9 boulevard de Stalingrad                                                                     | 48° 46′ 04″ nord, 2° 24′ 12″ est | « PA94000018 »                | Inscrit                       | 2004 2007           | Maison du manufacturier Gilardoni                        |
| Petit pavillon du Premier Empire                                            | Thiais                   | 49 avenue René-Panhard                                                                        | 48° 45′ 51″ nord, 2° 23′ 36″ est | « PA00079911 »                | Inscrit                       | 1929                | Petit pavillon du Premier Empire                         |
| Château de la Tourelle                                                      | Valenton                 |                                                                                               | 48° 44′ 40″ nord, 2° 27′ 34″ est | « PA00079912 »                | Classé                        | 1948                | Château de la Tourelle                                   |
| Domaine du Château de Grosbois (la demi-lune du parc)                       | Villecresnes             | Avenue du Maréchal de Lattre de Tassigny                                                      | 48° 43′ 53″ nord, 2° 31′ 21″ est | « PA00079849 »                | Classé                        | 2014                | Domaine du Château de Grosbois (la demi-lune du parc)    |
| Église Notre-Dame                                                           | Villecresnes             | Rue d'Yerres                                                                                  | 48° 43′ 16″ nord, 2° 31′ 59″ est | « PA00079913 »                | Inscrit                       | 1987                | Église Notre-Dame                                        |
| Église Saint-Cyr-Sainte-Julitte                                             | Villejuif                | 1 Place de la Mairie                                                                          | 48° 47′ 32″ nord, 2° 21′ 49″ est | « PA00079914 »                | Inscrit                       | 1928                | Église Saint-Cyr-Sainte-Julitte                          |
| Groupe scolaire Karl-Marx                                                   | Villejuif                | Avenue Karl-Marx                                                                              | 48° 47′ 04″ nord, 2° 21′ 36″ est | « PA00079915 »                | Inscrit Classé                | 1975 1996           | Groupe scolaire Karl-Marx                                |
| Hôtel de la Capitainerie des Chasses                                        | Villejuif                | 87-91 rue Jean-Jaurès                                                                         | 48° 47′ 32″ nord, 2° 22′ 00″ est | « PA94000003 »                | Inscrit                       | 1996                | Hôtel de la Capitainerie des Chasses                     |
| Mire de Cassini                                                             | Villejuif                | Passage de la Pyramide 157bis avenue de Paris                                                 | 48° 47′ 54″ nord, 2° 21′ 58″ est | « PA00079916 »                | Inscrit                       | 1928                | Mire de Cassini                                          |
| Stade Karl-Marx                                                             | Villejuif                | Avenue Karl-Marx                                                                              | 48° 47′ 05″ nord, 2° 21′ 39″ est | « PA00125474 »                | Inscrit                       | 1993                | Stade Karl-Marx                                          |
| Église Saint-Pierre-Saint-Paul                                              | Villeneuve-le-Roi        | Place de la Vieille-Église                                                                    | 48° 44′ 06″ nord, 2° 24′ 29″ est | « PA00079917 »                | Inscrit                       | 1947                | Église Saint-Pierre-Saint-Paul                           |
| Menhir dit La Pierreffite                                                   | Villeneuve-le-Roi        | Place de la Vieille-Église (parc de la Mairie)                                                | 48° 44′ 06″ nord, 2° 24′ 26″ est | « PA00079918 »                | Classé                        | 1889                | Menhir dit La Pierreffite                                |
| Église Saint-Georges                                                        | Villeneuve-Saint-Georges | 9 Rue Bretonnerie                                                                             | 48° 43′ 38″ nord, 2° 26′ 51″ est | « PA00079919 »                | Inscrit                       | 1925                | Église Saint-Georges                                     |
| Château de Vincennes                                                        | Vincennes                | Avenue du Parc 1 avenue de Paris Avenue du Général-de-Gaulle Avenue Carnot Avenue des Minimes | 48° 50′ 34″ nord, 2° 26′ 09″ est | « PA00079920 » « PA00125475 » | Classé                        | 1993 1999           | Château de Vincennes                                     |
| Église Saint-Louis                                                          | Vincennes                | 16 rue Fays                                                                                   | 48° 50′ 53″ nord, 2° 25′ 09″ est | « PA00133019 »                | Classé                        | 1996                | Église Saint-Louis                                       |
| Hôtel de ville                                                              | Vincennes                | 53bis rue de Fontenay                                                                         | 48° 50′ 52″ nord, 2° 26′ 23″ est | « PA94000011 »                | Inscrit Classé                | 1999 2000           | Hôtel de ville                                           |
| Église Saint-Germain                                                        | Vitry-sur-Seine          | Place de l'Église                                                                             | 48° 47′ 30″ nord, 2° 23′ 38″ est | « PA00079921 »                | Classé                        | 1862                | Église Saint-Germain                                     |
| Hôtel particulier                                                           | Vitry-sur-Seine          | 1 rue Édouard-Tremblay                                                                        | 48° 47′ 23″ nord, 2° 23′ 18″ est | « PA00079922 »                | Inscrit                       | 1969                | Hôtel particulier                                        |